# モスクワ国際フィギュアスケート大会
モスクワ国際フィギュアスケート大会（英語: The Prize of Moscow News, ロシア語: Приз газеты «Московские новости»）は、かつて行われていたフィギュアスケートの国際大会。

## 来歴
シニアレベルの国際大会で、ソビエト連邦時代の1966年から1990年までモスクワで毎年12月に開催された。ISUグランプリシリーズのロシア杯の前身となる大会であった。優勝者にはクリスタルスケートという彫像が贈られた。冷戦の時代を反映して、歴代上位入賞者には旧ソ連の選手が多数を占めるが、旧ソ連以外では旧東ドイツの選手も上位入賞し、カナダ、アメリカの選手も上位入賞している。

## メダリスト

### 男子シングル
| 年     | 金                           | 銀                       | 銅                           |
| 1966年 | オンドレイ・ネペラ           |                          |                              |
| 1967年 | マリアン・フィルツ           | セルゲイ・ボルコフ       |                              |
| 1968年 | セルゲイ・チェトベルヒン     |                          |                              |
| 1969年 | セルゲイ・ボルコフ           | ウラジミール・コバリョフ | ユーリイ・オフチンニコフ     |
| 1970年 | セルゲイ・チェトベルヒン     | セルゲイ・ボルコフ       | ウラジミール・コバリョフ     |
| 1971年 | セルゲイ・チェトベルヒン     | ウラジミール・コバリョフ | セルゲイ・ボルコフ           |
| 1972年 | セルゲイ・チェトベルヒン     | Sergei Volgushev         | ベルント・ヴンダーリヒ       |
| 1973年 | ウラジミール・コバリョフ     | ロン・シェーバー         | イゴール・ボブリン           |
| 1974年 | ウラジミール・コバリョフ     | セルゲイ・ボルコフ       | 佐野稔                       |
| 1975年 | ウラジミール・コバリョフ     | セルゲイ・ボルコフ       | コンスタンチン・ココラ       |
| 1976年 | ウラジミール・コバリョフ     | ユーリイ・オフチンニコフ | セルゲイ・ボルコフ           |
| 1977年 | ユーリイ・オフチンニコフ     | セルゲイ・ボルコフ       | イゴール・ボブリン           |
| 1978年 | コンスタンチン・ココラ       | イゴール・ボブリン       | マリオ・リーベルス           |
| 1979年 | イゴール・ボブリン           | ウラジミール・コーチン   | Vladimir Raschetnov          |
| 1980年 | イゴール・ボブリン           |                          | オレグ・ワシリエフ           |
| 1981年 | ウラジミール・コーチン       | イゴール・ボブリン       | ヴィタリー・エゴロフ         |
| 1982年 | アレクサンドル・ファデーエフ |                          |                              |
| 1983年 | ウラジミール・コーチン       | ゲイリー・ベーコン       |                              |
| 1984年 | アレクサンドル・ファデーエフ | ウラジミール・コーチン   | ヴィクトール・ペトレンコ     |
| 1985年 | アレクサンドル・ファデーエフ | ウラジミール・コーチン   | ヴィタリー・エゴロフ         |
| 1986年 | ウラジミール・コーチン       | ヴィタリー・エゴロフ     | ヴィクトール・ペトレンコ     |
| 1987年 | アレクサンドル・ファデーエフ | ダニエル・ドーラン       | ヴィクトール・ペトレンコ     |
| 1988年 | ヴィクトール・ペトレンコ     | ユーリー・ティムバルク   | アレクサンドル・ファデーエフ |
| 1989年 | 未開催                       | 未開催                   | 未開催                       |
| 1990年 | アレクセイ・ウルマノフ       | ミカエル・シュメルキン   | オレグ・タタウロフ           |

### 女子シングル
| 年     | 金                         | 銀                         | 銅                         |
| 1966年 | Martina Clausner           |                            |                            |
| 1967年 | アルマーシ・ジュジャ       |                            |                            |
| 1968年 | エレーナ・シェグロワ       | ガリーナ・グルチボフスカヤ | ソニア・モルゲンシュテルン |
| 1969年 | エレーナ・シェグロワ       | エレーナ・アレクサンドロワ | Simone Gräfe               |
| 1970年 | マリーナ・チトワ           | Simone Gräfe               | Gundi Niesen               |
| 1971年 | マリーナ・チトワ           | Elena Kotova               | Steffi Knoll               |
| 1972年 | キャシー・リー・アーウィン | イザベル・ド・ナヴァール   | タチアナ・オレネワ         |
| 1973年 | ゲルティ・シャンデール     | リュドミラ・バコニナ       | マリオン・ウェーバー       |
| 1974年 | リン・ナイチンゲール       | リュドミラ・バコニナ       | Petra Wagner               |
| 1975年 | エレーナ・ボドレゾワ       | ウェンディ・バージ         | カリン・エンケ             |
| 1976年 | エレーナ・ボドレゾワ       | リュドミラ・バコニナ       | Zhanna Ilina               |
| 1977年 | ナタリア・ストレルコワ     |                            |                            |
| 1978年 | カローラ・ヴァイセンベルク | キラ・イワノワ             | Marina Ignatova            |
| 1979年 | キラ・イワノワ             | ナタリア・ストレルコワ     | Renate Baierova            |
| 1980年 | Svetlana Frantsuzova       |                            |                            |
| 198年  | ケイ・トムソン             | キラ・イワノワ             | Kerstin Wolf               |
| 1982年 | キラ・イワノワ             | アンナ・コンドラショワ     | アンナ・アントノワ         |
| 1983年 | キラ・イワノワ             | アンナ・コンドラショワ     | ナタリア・レベデワ         |
| 1984年 | キラ・イワノワ             | ナタリア・レベデワ         | アンナ・コンドラショワ     |
| 1985年 | カリン・カダヴィ           | アンナ・コンドラショワ     | ナタリア・レベデワ         |
| 1986年 | キラ・イワノワ             | ジル・トレナリー           | アンナ・コンドラショワ     |
| 1987年 | シンディ・ボーツ           | ナタリア・ゴルベンコ       | Natalia Skrabnevskaya      |
| 1988年 | トーニャ・ハーディング     | ナタリア・レベデワ         | ナタリア・ゴルベンコ       |
| 1989年 | 未開催                     | 未開催                     | 未開催                     |
| 1990年 |                            |                            |                            |

### ペア
| 年     | 金                                                        | 銀                                                | 銅                                              |
| 1966年 | タマラ・モスクビナ and アレクセイ・ミーシン               |                                                   |                                                 |
| 1967年 | イリーナ・ロドニナ and アレクセイ・ウラノフ               | Liudmila Suslina and Alexander Tikhomirov         | Galina Karelina and Georgi Proskurin            |
| 1968年 | タマラ・モスクビナ and アレクセイ・ミーシン               | イリーナ・ロドニナ and アレクセイ・ウラノフ       |                                                 |
| 1969年 | イリーナ・ロドニナ and アレクセイ・ウラノフ               | リュドミラ・スミルノワ and アンドレイ・スライキン | Tatiana Sharanova and Anatoli Evdokimov         |
| 1970年 | リュドミラ・スミルノワ and アンドレイ・スライキン         | Galina Karelina and Georgi Proskurin              | Liudmila Belousova and Oleg Protopopov          |
| 1971年 | Liudmila Belousova and Oleg Protopopov                    | リュドミラ・スミルノワ and アンドレイ・スライキン | Galina Karelina and Georgi Proskurin            |
| 1972年 | イリーナ・ボロビエワ and アレクサンドル・ウラソフ         | Liudmila Belousova and Oleg Protopopov            | Marina Leonidova and Vladimir Bogolubov         |
| 1973年 | リュドミラ・スミルノワ and アレクセイ・ウラノフ           | Natalia Dongauzer and Vasili Blagov               | Marina Leonidova and Vladimir Bogolubov         |
| 1974年 | Nadezhda Gorshkova and Evgeni Shevalovski                 | Kerstin Stolfig and Veit Kempe                    | Katia Schubert and クヌート・シューベルト       |
| 1975年 | Nadezhda Gorshkova and Evgeni Shevalovski                 | イリーナ・ボロビエワ and アレクサンドル・ウラソフ | Marina Leonidova and Vladimir Bogolubov         |
| 1976年 | マリナ・チェルカソワ and セルゲイ・シャフライ             | Nadezhda Gorshkova and Evgeni Shevalovski         | マヌエラ・マガー and ウーベ・ベーベルスドルフ   |
| 1977年 | イリーナ・ロドニナ and アレクサンドル・ザイツェフ         |                                                   |                                                 |
| 1978年 | マリナ・ペストワ and スタニスラフ・レオノビッチ           | Nelli Chervotkina and Viktor Teslia               | イリーナ・ボロビエワ and イゴール・リソフスキー |
| 1979年 | マリナ・ペストワ and スタニスラフ・レオノビッチ           | Veronika Pershina and Marat Akbarov               | Zhanna Ilina and アレクサンドル・ウラソフ       |
| 1980年 | イリーナ・ボロビエワ and イゴール・リソフスキー           |                                                   | エレーナ・ワロワ and オレグ・ワシリエフ         |
| 1981年 | ラリサ・セレズネワ and オレグ・マカロフ                   | ヴェロニカ・ペルシナ and マラート・アクバロフ     | Lorri Baier and ロイド・アイスラー              |
| 1982年 | ヴェロニカ・ペルシナ and マラート・アクバロフ             |                                                   | エレーナ・ワロワ and オレグ・ワシリエフ         |
| 1983年 | エレーナ・ワロワ and オレグ・ワシリエフ                   | ヴェロニカ・ペルシナ and マラート・アクバロフ     | エレーナ・ベチケ and Valeri Kornienko           |
| 1984年 | ラリサ・セレズネワ and オレグ・マカロフ                   | ヴェロニカ・ペルシナ and マラート・アクバロフ     | エレーナ・ベチケ and Valeri Kornienko           |
| 1985年 | ラリサ・セレズネワ and オレグ・マカロフ                   | ヴェロニカ・ペルシナ and マラート・アクバロフ     | Elena Bechke and Valeri Kornienko               |
| 1986年 | Elena Kvitchenko and Rashid Kadyrkaev                     | エレーナ・ベチケ and Valeri Kornienko             | Liudmila Koblova and Andrei Kalitin             |
| 1987年 | エカテリーナ・ゴルデーワ and セルゲイ・グリンコフ         | エレーナ・ワロワ and オレグ・ワシリエフ           | Larisa Selezneva and Oleg Makarov               |
| 1988年 | ナタリヤ・ミシュクテノク and アルトゥール・ドミトリーエフ | エレーナ・ベチケ and デニス・ペトロフ             | マリナ・エルツォワ and Sergei Zaitsev           |
| 1989年 | 未開催                                                    | 未開催                                            | 未開催                                          |
| 1990年 |                                                           |                                                   |                                                 |

### アイスダンス
| 年     | 金                                                  | 銀                                                | 銅                                                |
| 1966年 | Irina Grishkova and Viktor Ryzhkin                  |                                                   |                                                   |
| 1967年 | Irina Grishkova and Viktor Ryzhkin                  |                                                   |                                                   |
| 1968年 | Annerose Baier and Eberhard Rüger                   |                                                   |                                                   |
| 1969年 | リュドミラ・パホモワ and アレクサンドル・ゴルシコフ | Elena Zharkova and Gennadi Karponosov             | Tatiana Voitiuk and Viacheslav Zhigalin           |
| 1970年 | リュドミラ・パホモワ and アレクサンドル・ゴルシコフ | Tatiana Voitiuk and Viacheslav Zhigalin           | Elena Zharkova and Gennadi Karponosov             |
| 1971年 | リュドミラ・パホモワ and アレクサンドル・ゴルシコフ | Tatiana Voitiuk and Viacheslav Zhigalin           | Elena Zharkova and Gennadi Karponosov             |
| 1972年 | リュドミラ・パホモワ and アレクサンドル・ゴルシコフ | Irina Moiseeva and Andrei Minenkov                | Natalia Linichuk and Gennadi Karponosov           |
| 1973年 | ナタリア・リニチュク and ゲンナジー・カルポノソフ   | イリーナ・モイセーワ and アンドレイ・ミネンコフ   | Svetlana Alexeeva and Alexander Boichuk           |
| 1974年 | リュドミラ・パホモワ and アレクサンドル・ゴルシコフ | イリーナ・モイセーワ and アンドレイ・ミネンコフ   | Teresa Weyna and Piotr Bojanczyk                  |
| 1975年 | リュドミラ・パホモワ and アレクサンドル・ゴルシコフ | ナタリア・リニチュク and ゲンナジー・カルポノソフ | Lilia Karavaeva and Viacheslav Zhigalin           |
| 1976年 | イリーナ・モイセーワ and アンドレイ・ミネンコフ     | ナタリア・リニチュク and ゲンナジー・カルポノソフ | マリナ・ズエワ and アンドレイ・ヴィトマン         |
| 1977年 | イリーナ・モイセーワ and アンドレイ・ミネンコフ     |                                                   |                                                   |
| 1978年 | イリーナ・モイセーワ and アンドレイ・ミネンコフ     | Elena Garanina and Igor Zavozin                   | マリナ・ズエワ and アンドレイ・ヴィトマン         |
| 1979年 | ナタリア・リニチュク and ゲンナジー・カルポノソフ   | ナタリア・ベステミアノワ and アンドレイ・ブキン   | Natalia Karamysheva and Rostislav Sinitsyn        |
| 1980年 | ナタリア・リニチュク and ゲンナジー・カルポノソフ   |                                                   | ナタリア・ベステミアノワ and アンドレイ・ブキン   |
| 1981年 | ナタリア・ベステミアノワ and アンドレイ・ブキン     | イリーナ・モイセーワ and アンドレイ・ミネンコフ   | Olga Volozhinskaya and Alexander Svinin           |
| 1982年 | ナタリア・ベステミアノワ and アンドレイ・ブキン     | Olga Volozhinskaya and Alexander Svinin           | マリナ・クリモワ and セルゲイ・ポノマレンコ       |
| 1983年 | ナタリア・ベステミアノワ and アンドレイ・ブキン     |                                                   |                                                   |
| 1984年 | マリナ・クリモワ and セルゲイ・ポノマレンコ         | ナタリア・ベステミアノワ and アンドレイ・ブキン   | Olga Volozhinskaya and Alexander Svinin           |
| 1985年 | ナタリア・ベステミアノワ and アンドレイ・ブキン     | マリナ・クリモワ and セルゲイ・ポノマレンコ       | ナタリア・アンネンコ and ゲンリフ・スレテンスキー |
| 1986年 | マリナ・クリモワ and セルゲイ・ポノマレンコ         | ナタリア・アンネンコ and ゲンリフ・スレテンスキー | マイア・ウソワ and アレクサンドル・ズーリン       |
| 1987年 | マリナ・クリモワ and セルゲイ・ポノマレンコ         | マイア・ウソワ and アレクサンドル・ズーリン       | ナタリア・アンネンコ and ゲンリフ・スレテンスキー |
| 1988年 | マリナ・クリモワ and セルゲイ・ポノマレンコ         | ラリサ・フェドリノワ and エフゲニー・プラトフ     | Ilona Melnichenko and Gennadi Kaskov              |
| 1989年 | 未開催                                              | 未開催                                            | 未開催                                            |
| 1990年 |                                                     |                                                   |                                                   |